# سیارک ۶۶۶۵۲

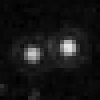
نمایی از سیارک ۶۶۶۵۲ در منظومهٔ خورشیدی

سیارک ۶۶۶۵۲ (به انگلیسی: 66652 Borasisi، نامگذاری:1999RZ253) شصت و شش هزار و ششصد و پنجاه و دومین سیارک کشف شده‌است که در ۸ سپتامبر ۱۹۹۹ کشف شد.